# Biggarenn
Biggarenn (auch: Bigiramu-tō, Bikram Island) ist ein Inselchen des Kwajalein-Atolls in der Ralik-Kette im ozeanischen Staat der Marshallinseln (RMI).

## Geographie
Das Motu liegt im nördlichen Riffsaums des Atolls zwischen Oniotto und Bigi in einem Riffabschnitt, in dem die Motu relativ weit auseinanderliegen. Biggarenn ist nach Westen mindestens 2,5 km vom nächstgelegenen Motu entfernt und nach Osten ca. 3,5 km. Die grob dreieckige Insel ist selbst ca. 300 m lang und ca. 250 m breit.

## Klima
Das Klima ist tropisch heiß, wird jedoch von ständig wehenden Winden gemäßigt. Ebenso wie die anderen Orte der Kwajalein-Gruppe wird Biggarenn gelegentlich von Zyklonen heimgesucht.